# Elisávet Pesirídou
Elisávet Pesirídou (grec moderne : Ελισάβετ Πεσιρίδου ; née le 12 février 1992 à Kateríni) est une athlète grecque, spécialiste du 100 mètres haies.

## Carrière
Le 30 juin 2018, elle remporte la médaille d'argent des Jeux méditerranéens de Tarragone en 13 s 30, derrière la Croate Andrea Ivančević (13 s 30). Le 21 juillet, elle remporte à nouveau une médaille d'argent derrière la Croate, cette fois aux championnats des Balkans de Stara Zagora, en 13 s 04 (- 0,6 m/s), sa meilleure performance de la saison.

## Palmarès
| Date | Compétition                       | Lieu         | Résultat | Épreuve     | Temps   |
| ---- | --------------------------------- | ------------ | -------- | ----------- | ------- |
| 2014 | Championnats des Balkans          | Pitesti      | 3e       | 100 m haies | 13 s 82 |
| 2014 | Championnats des Balkans          | Pitesti      | 1re      | 4 x 100 m   | 44 s 76 |
| 2015 | Championnats des Balkans en salle | Istanbul     | 2e       | 60 m haies  | 8 s 29  |
| 2015 | Championnats des Balkans          | Pitesti      | 2e       | 100 m haies | 13 s 48 |
| 2016 | Championnats des Balkans en salle | Istanbul     | 2e       | 60 m haies  | 8 s 17  |
| 2016 | Championnats des Balkans          | Pitesti      | 1re      | 4 x 100 m   | 44 s 51 |
| 2016 | Championnats d'Europe             | Amsterdam    | 6e       | 100 m haies | 13 s 05 |
| 2017 | Championnats des Balkans en salle | Istanbul     | 1re      | 60 m haies  | 8 s 10  |
| 2017 | Championnats d'Europe par équipes | Lille        | 4e       | 100 m haies | 13 s 12 |
| 2017 | Championnats d'Europe par équipes | Lille        | 8e       | 4 x 100 m   | 44 s 20 |
| 2017 | Championnats des Balkans          | Novi Pazar   | 1re      | 100 m haies | 13 s 16 |
| 2018 | Championnats des Balkans en salle | Istanbul     | 3e       | 60 m haies  | 8 s 21  |
| 2018 | Jeux méditerranéens               | Tarragone    | 2e       | 100 m haies | 13 s 30 |
| 2018 | Championnats des Balkans          | Stara Zagora | 2e       | 100 m haies | 13 s 04 |
| 2018 | Championnats des Balkans          | Stara Zagora | 1re      | 4 x 100 m   | 45 s 43 |
| 2019 | Championnats d'Europe par équipes | Bydgoszcz    | 7e       | 100 m haies | 13 s 27 |
| 2019 | Championnats des Balkans          | Pravetz      | 1re      | 100 m haies | 13 s 11 |

## Records
| Épreuve     | Temps   | Lieu    | Date            |
| ----------- | ------- | ------- | --------------- |
| 60 m haies  | 8 s 04  | Athènes | 19 février 2017 |
| 100 m haies | 12 s 93 | Patras  | 18 juin 2016    |